# العلاقات الإندونيسية المولدوفية
العلاقات الإندونيسية المولدوفية هي العلاقات الثنائية التي تجمع بين إندونيسيا ومولدوفا.

## مقارنة بين البلدين
هذه مقارنة عامة ومرجعية للدولتين:
| وجه المقارنة                                              | إندونيسيا         | مولدوفا                           |
| --------------------------------------------------------- | ----------------- | --------------------------------- |
| المساحة (كم2)                                             | 1.90 مليون        | 33.85 ألف                         |
| عدد السكان (نسمة)                                         | 263.99 مليون      | 2.55 مليون                        |
| الكثافة السكانية (ن./كم²)                                 | 138.94            | 75.33                             |
| العاصمة                                                   | جاكرتا            | كيشيناو                           |
| اللغة الرسمية                                             | اللغة الإندونيسية | اللغة المولدوفية، اللغة الرومانية |
| العملة                                                    | روبية إندونيسية   | ليو مولدوفي                       |
| الناتج المحلي الإجمالي (بليون دولار)                      | 1.02 تريليون      | 8.13 مليار                        |
| الناتج المحلي الإجمالي (تعادل القوة الشرائية) بليون دولار | 2.85 تريليون      | 17.94 مليار                       |
| الناتج المحلي الإجمالي الاسمي للفرد دولار أمريكي          | 3.35 ألف          | 3.65 ألف                          |
| الناتج المحلي الإجمالي للفرد دولار أمريكي                 | 10.52 ألف         | 4.98 ألف                          |
| مؤشر التنمية البشرية                                      | 0.684             | 0.693                             |
| رمز المكالمات الدولي                                      | +62               | +373                              |
| رمز الإنترنت                                              | .id               | .md                               |
| المنطقة الزمنية                                           |                   | ت ع م+02:00، ت ع م+03:00          |

## منظمات دولية مشتركة
يشترك البلدان في عضوية مجموعة من المنظمات الدولية، منها:
| علم المنظمة | اسم المنظمة                               | تاريخ انضمام إندونيسيا | تاريخ انضمام مولدوفا |
| ----------- | ----------------------------------------- | ---------------------- | -------------------- |
|             | مؤسسة التنمية الدولية                     | 20 أغسطس 1968          | 14 يونيو 1994        |
|             | يونسكو                                    | 27 مايو 1950           | 27 مايو 1992         |
|             | وكالة ضمان الاستثمار متعدد الأطراف        | 12 أبريل 1988          | 9 يونيو 1993         |
|             | الأمم المتحدة                             | 28 سبتمبر 1950         | 2 مارس 1992          |
|             | الفريق المعني برصد الأرض                  | ?                      | ?                    |
|             | الاتحاد البريدي العالمي                   | ?                      | ?                    |
|             | البنك الدولي للإنشاء والتعمير             | 13 أبريل 1967          | 12 أغسطس 1992        |
|             | الاتحاد الدولي للاتصالات                  | 1949                   | 20 أكتوبر 1992       |
|             | منظمة حظر الأسلحة الكيميائية              | ?                      | ?                    |
|             | مؤسسة التمويل الدولية                     | 23 أبريل 1968          | 10 مارس 1995         |
|             | المركز الدولي لتسوية المنازعات الاستشارية | 28 أكتوبر 1968         | 4 يونيو 2011         |
|             | منظمة التجارة العالمية                    | ?                      | ?                    |
|             | منظمة الشرطة الجنائية الدولية             | 5 أكتوبر 1954          | ?                    |

## وصلات خارجية
- موقع وزارة الخارجية الإندونيسية
- موقع وزارة الخارجية المولدوفية